# 白花泡桐
白花泡桐（学名：Paulownia fortunei）为玄参科泡桐属下的一个种。在其他书籍和地区也被称为：白花桐（《桐谱》）、泡桐（《本草纲目》），大果泡桐（河南），华桐、火筒木、沙桐彭、笛螺木（广东），饭桐子、通心条（广西）。分布于安徽、浙江、福建、台湾、江西、湖北、湖南、四川、云南、贵州、广东、广西，为野生或栽培。在山东、河北、河南、陕西等地近年有引种，生于低海拔的山坡、林中、山谷及荒地，越向西南则分布越高，可达海拔2000米。在越南，老挝也有存在。
种名 fortunei 以英国植物学家Robert fortune（1813-1880）的名字命名。